# باب حوصان (المغربة)

تعديل مصدري - تعديل

باب حوصان هي إحدى قرى عزلة نيسا بمديرية المغربة التابعة لمحافظة حجة، بلغ تعداد سكانها 309 نسمة حسب تعداد اليمن لعام 2004.